# يونس حميدي (مقاطعة فيروزآباد)
يونس حميدي (بالإنجليزية: Mazraeh-ye Yunes Hamidi)‏ هي human-geographic territorial entity تقع في فارس في إيران. يقدر عدد سكانها بـ 17 نسمة .